# 三ツ沢公園陸上競技場

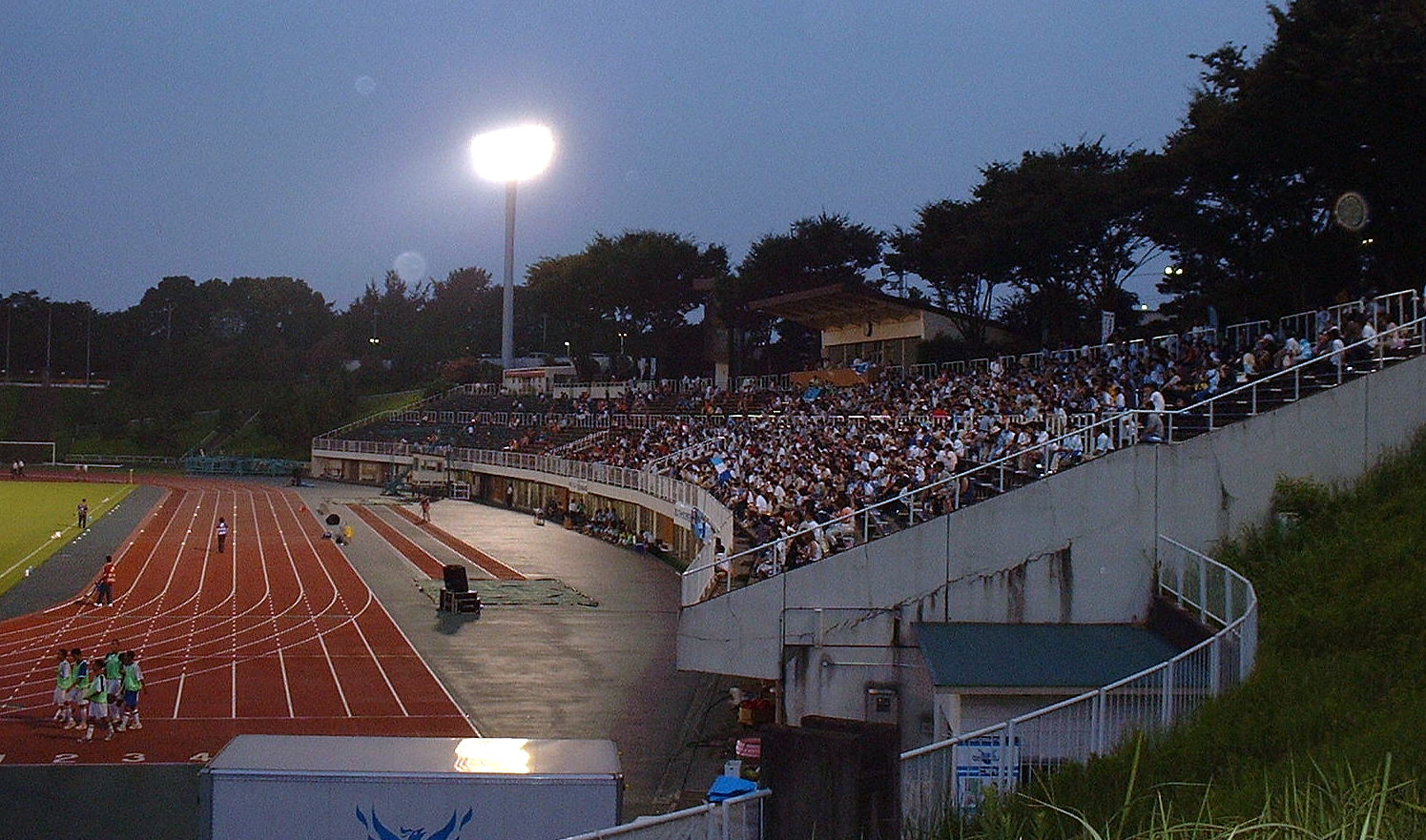
メインスタンド

三ツ沢公園陸上競技場（みつざわこうえんりくじょうきょうぎじょう）は、神奈川県横浜市神奈川区の三ツ沢公園内にある陸上競技場。球技場としても使用される。

## 概要
1951年に開場した神奈川県内初の日本陸上競技連盟第1種競技場であり、日米対抗陸上競技大会がこけら落としとなった。また、1955年開催の第10回国民体育大会（神奈川国体）のメイン会場としても使用された。それ以降、県内の主要スタジアムとして大小様々な陸上競技の大会が開かれている。当初はアンツーカートラックだったが、1981年、その年の夏に開催された全国高等学校総合体育大会神奈川大会（神奈川インターハイ)に備えて、全天候型トラックに改修された。なお、1998年に横浜国際総合競技場（日産スタジアム）が竣工したのに伴い、日本陸連の第2種競技場に指定変更された。
2002 FIFAワールドカップの開催に際して、隣接する三ツ沢公園球技場とともに練習会場に使用されたことから、新たにナイター設備を4基設置。2002年のJリーグ ディビジョン2（J2）公式戦で横浜FCが公式戦6試合を開催した。
陸上競技は都道府県駅伝選考会や中学校通信陸上･高校総体の地区大会･県大会のほか横浜市記録会などが開かれ、毎年12月には神奈川県高等学校体育連盟の駅伝・ランニング大会も行なわれている。また隣接の球技場、あるいは神奈川県内の他のスタジアムのJリーグ開催規格適合のための改修で、全国高等学校サッカー選手権大会の会場として使われたことがあった（1990年度-1993年度）。
2013年8月20日、Y.S.C.C.横浜のJリーグ準加盟が承認された。その時点での申請では、ホームスタジアムの一つとして当競技場が設定された。2014年J3リーグでは正式な本拠地としての登録はなされなかったが、同クラブのホームゲームのうち5試合を開催することが決定。ただし、そのうちの一つである2014年6月25日の試合は、前日の落雷により照明の不具合が発生したため、開催地をニッパツ三ツ沢球技場に変更した。
2025年、横浜市は三ッ沢公園再整備基本構想の見直し案をまとめ、同年6月2日に同市泉区の深谷通信所跡地に移転させることを発表した。

## 施設
- 日本陸上競技連盟第2種公認[1]
- フィールド：106m×69.5m[1]
- トラック：400m×8コース、直線150m[1]
- 収容人数：18,300人（メインスタンド5,413席、その他芝生席）[1]。（J3リーグ開催時は15,400人）
- 照明設備　4基。2002年設置
- 電光掲示板　第3-4コーナー付近　2002年設置。当初はフリーボードのみ。2012年カラーボード化（動画可）